# Genoa Open Challenger 2022
Il Genoa Aon Open Challenger 2022 è stato un torneo maschile tennis professionistico. È stata la 18ª edizione del torneo Genoa Aon Open Challenger, facente parte della categoria Challenger 125 nell'ambito dell'ATP Challenger Tour 2022, con un montepremi di 134 920 €. Si è svolto dal 19 al 25 settembre 2022 sui campi in terra rossa dello Stadio Beppe Croce presso Valletta Cambiaso a Genova, in Italia.

## Partecipanti

### Teste di serie
| Nazionalità | Giocatore            | Ranking* | Testa di serie |
| ----------- | -------------------- | -------- | -------------- |
| Spagna      | Albert Ramos Viñolas | 40       | 1              |
| Brasile     | Thiago Monteiro      | 65       | 2              |
| Francia     | Corentin Moutet      | 84       | 3              |
| Serbia      | Dušan Lajović        | 92       | 4              |
| Spagna      | Pablo Andújar        | 113      | 5              |
| Argentina   | Federico Delbonis    | 118      | 6              |
| Italia      | Francesco Passaro    | 125      | 7              |
| Italia      | Marco Cecchinato     | 146      | 8              |

* Ranking al 12 settembre 2022.

### Altri partecipanti
I seguenti giocatori hanno ricevuto una wild card per il tabellone principale:
- Federico Arnaboldi
- Gianmarco Ferrari
- Albert Ramos Viñolas

Il seguente giocatore è entrato in tabellone con il ranking protetto:
- Sebastian Ofner

I seguenti giocatori sono entrati in tabellone come alternate:
- Adrian Andreev
- Lukas Neumayer

I seguenti giocatori sono passati dalle qualificazioni:
- Matteo Gigante
- Andrey Chepelev
- Matteo Martineau
- Sandro Kopp
- Gabriele Piraino
- Martin Krumich

Il seguente giocatore è entrato in tabellone come lucky loser:
- Oscar José Gutierrez

## Campioni

### Singolare
Thiago Monteiro ha sconfitto in finale  Andrea Pellegrino con il punteggio di 6–1, 7–6(2).

### Doppio
Dustin Brown /  Andrea Vavassori hanno sconfitto in finale  Roman Jebavý /  Adam Pavlásek con il punteggio di 6–2, 6–2.